# Жаров, Владимир Сергеевич
Влади́мир Серге́евич Жа́ров (26 мая 1954 — 12 августа 2002) — инженер, депутат Ленсовета, учредитель и главный редактор нескольких газет, соавтор первого проекта Государственного Устава Санкт-Петербурга, председатель Комиссии по связи и информатике Ленсовета, действительный государственный советник Санкт-Петербурга.

## Биография
Владимир Жаров родился 26 мая 1954 года в городе Иваново.
Закончил Ленинградский политехнический институт (1976).
Работал научным сотрудником Ленинградского института информатики и автоматизации АН СССР.
Депутат первого демократического Ленсовета — Петросовета (1990—1993; избран при поддержке Ленинградского народного фронта).
Владимир Жаров был учредителем и главным редактором нескольких петербургских газет и журналов.

## Участие в работе Ленсовета XXI созыва
Весной 1990 года Владимир Жаров был избран в Ленсовет от 8 округа Васильевского острова Санкт-Петербурга, победив на выборах советскую актрису Елену Драпеко. Он избирался при поддержке Ленинградского народного фронта(ЛНФ) по спискам ЛНФ. Работал в качестве депутата Ленсовета - Петербургского горсовета до роспуска горсовета в декабре 1993 года.
Владимир Сергеевич занимался вопросами законодательства (был членом Комиссии по законодательству), а также вопросами компьютеризации, информатизации, работал во фракции «На платформе Ленинградского народного фронта», возглавлял постоянную Комиссию по связи и информатике.
Владимир Жаров являлся одним из главных разработчиков проекта Устава Санкт-Петербурга, им впервые было введено понятие «Законодательное собрание» (ранее было «Городское собрание»).
В начале 1992 года, когда был сформирован Малый совет Санкт-Петербургского горсовета, был избран в его состав в числе 38 депутатов (из 380 депутатов горсовета). Малый совет формировался тайным голосованием депутатов и исполнял функции постоянно работающего между сессиями горсовета органа представительной власти.

Плита колумбария Жарова на Никольском кладбище Александро-Невской лавры в Санкт-Петербурге.

## Издательская деятельность
После роспуска Петербургского горсовета Владимир Жаров учредил журнал «Законодательные ведомости Санкт-Петербурга», серию брошюр «Полное собрание Законов Санкт-Петербурга» и в 1994—1996 гг. являлся их издателем и автором ряда статей.
1997 году вместе с Павелом Цыпленковым и Геннадием Трускановым создал городской журнал «Самоуправление Петербурга».
В 1998 году учредил и начал издавать городскую газету «Невская хроника».
С осени 2000 года — главный редактор газеты «Автовские ведомости».
По итогам работы в 2001 году В С.Жаров награждён дипломом Муниципального совета МО Автово.

## Просветительская деятельность
В 1992 году при непосредственном участии Владимира Жарова была проведена первая Международная конференция «Региональная информатика», которая собрала лучших ученых из разных городов нашей страны, а также и зарубежных ученых. Эта конференции проходит до сих пор.
Владимир Жаров организовывал «Мариинские чтения» — научную конференцию под эгидой Законодательного Собрания по вопросам текущей политики в Синем зале Мариинского дворца, проходившую в период с 1994 по 1999 год.
Похоронен в Санкт-Петербурге в колумбарии Никольского кладбища Александро-Невской лавры.